# Vadvirág
A Vadvirág újabb keletű névadás a vadvirág szóból.

## Gyakorisága
Az 1990-es években szórványos név, a 2000-es években nem szerepel a 100 leggyakoribb női név között.

## Névnapok
- július 29.[2]